# Tetrastichus lemae
Tetrastichus lemae är en stekelart som beskrevs av Jean Risbec 1951. Tetrastichus lemae ingår i släktet Tetrastichus och familjen finglanssteklar. Inga underarter finns listade i Catalogue of Life.